# Comarque de Nájera
La comarque de Nájera, (La Rioja - Espagne) se situe dans la région de Rioja Alta, de la zone de Vallée.

## Municipalités
- Alesanco
- Alesón
- Arenzana de Abajo
- Arenzana de Arriba
- Azofra
- Badarán
- Bezares
- Bobadilla
- Camprovín
- Canillas de Río Tuerto
- Cañas
- Cárdenas
- Castroviejo
- Cordovín
- Hormilla
- Hormilleja
- Huércanos
- Manjarrés
- Nájera
- Santa Coloma
- Torrecilla sobre Alesanco
- Tricio
- Uruñuela
- Villar de Torre
- Villarejo

### Sources
- (es) Cet article est partiellement ou en totalité issu de l’article de Wikipédia en espagnol intitulé « Comarca de Nájera » (voir la liste des auteurs).